# James Frederick Schön
James Frederick Schön (né en 1802 ou 1803 à Ober Weiler et mort le 30 mars 1889 à New Brompton, aujourd'hui Chatham) est un missionnaire et linguiste allemand puis britannique (naturalisé en mai 1854), principalement actif en Sierra Leone et au Nigéria (où il participe notamment à l'expédition de 1841 sur le Niger), connu notamment pour son travail pionnier sur la langue haoussa. 

## Biographie
Après avoir étudié au séminaire de Bâle, il rejoint le centre de formation de la Church Mission Society (CMS) à Islington. Il est ordonné prêtre anglican en 1832, et est envoyé en Sierra Leone, avec pour mission de faire progresser la connaissance des langues d'Afrique de l'Ouest en recueillant des informations auprès des nombreux esclaves libérés installés dans cette région. Il arrive à Freetown en 1833 et étudie notamment les langues igbo et haoussa. 
Il épouse en 1835 Anne Nylander, qui meurt en couches en novembre 1837 à Freetown. En 1839, il épouse à Londres Cornelia Irving, qui meurt en avril 1840 en Sierra Leone. Il épouse en février 1841 Catherine White, veuve d'un autre missionnaire.  
En 1841, il participe à l'expédition de 1841 sur le Niger, aux côtés notamment de Samuel Ajayi Crowther. Il co-rédige avec ce dernier un compte-rendu de l'expédition publié l'année suivante à Londres. Il retourne en Angleterre en 1843 pour raisons de santé. Il reste actif au sein de la CMS jusqu'en 1853. 
Il continue ses travaux de linguistique sur le haoussa avec l'aide de Dorugu, locuteur de langue première qui passe plusieurs années dans la maison des Schön à Chatham et qui lui dicte son autobiographie en haoussa, que Schön publie en 1885 dans son livre intitulé Magana Hausa,. Il publie une grammaire en 1862 et un dictionnaire en 1876, ainsi que la première traduction en langue haoussa d'un grand nombre de livres de la Bible : la Genèse, l'Exode et l'intégralité du Nouveau Testament (hors livres deutérocanoniques). Il reçoit un doctorat honoraire de l'université d'Oxford en 1884. Ses archives personnelles sont conservées par l'université de Birmingham.

## Œuvres
- Translations of seven Parables and Discources of our Lord Jesus Christ into the Sherbro Language of West Africa (1839)
- Journal of the Niger Expedition (1842)
- Vocabulary and Elements of Grammar of the Haussa Language (1843)
- Translations of Genesis, Exodus, the Gospels, and the Acts of the Apostles into the Hausa Language (1857-1881)
- Grammar of the Haussa Language (1862)
- Dictionary of the Hausa Language (1876)
- Magána Hausa : Native Literature, or Proverbs, Tales, Fables and Historical Fragments in the Hausa Language, to Which Is Added a Translation in English, Londres, Society for Promoting Christian Knowledge, 1885 (réimpr. 1906), 2e éd., 256 p. (lire en ligne).